# Urennorm in het Nederlandse voortgezet onderwijs
De urennorm in het Nederlandse voortgezet onderwijs is een minimumaantal klokuren dat een scholier in het Nederlands middelbaar onderwijs jaarlijks les moet krijgen. De norm is vastgesteld door het ministerie van Onderwijs, Cultuur en Wetenschap en vastgelegd in de Wet op het voortgezet onderwijs en de Wet voortgezet onderwijs BES. Voor de onderbouw van het voortgezet onderwijs geldt een norm van 1040 uur. Voor de bovenbouw en het examenjaar tellen andere normen, namelijk respectievelijk 1000 en 700 uur.
Met 1040 uur voor de onderbouw zit Nederland internationaal gezien boven het gemiddelde. In veel landen is het echter gebruikelijk dat scholen meer les geven dan de geldende minimumnorm.
De extra uren dat leerlingen door deze regeling op school zouden moeten blijven zonder dat ze daadwerkelijk les krijgen, hebben onder studenten de naam ‘ophok-uren’ gekregen. Deze term werd voor het eerst gebruikt door het LAKS (Landelijk Aktie Komitee Scholieren), in november 2007. Destijds ontstonden felle protesten van scholieren tegen de 1040-urennorm die ophok-uren tot gevolg heeft.

## Bepalingen rond de norm
De 1040-urennorm houdt in dat er 1040 uur begeleid onderwijs gegeven dient te worden. Er moet een leraar voor de klas staan en het moet gaan om lessen die vast bij het programma van de school horen. Huiswerk maken in de aula van de school onder toezicht van een conciërge of thuis met online-ondersteuning valt hier niet onder. In de versoepeling die op 25 november 2007 door Van Bijsterveldt werd aangekondigd, werd afgesproken dat 40 uur mag worden ingevuld met uren die wel bij een vast programma maar die niet aan iedereen worden aangeboden, zoals dramalessen en sportieve activiteiten.

## Kwaliteit voortgezet onderwijs
Met name het LAKS maakt zich zorgen over de kwaliteit van het onderwijs. De parlementaire onderzoekscommissie Onderwijsvernieuwingen onder leiding van Jeroen Dijsselbloem van de PvdA, ook wel commissie-Dijsselbloem genoemd, presenteerde in februari 2008 haar eindrapport Tijd voor onderwijs. Dit gaat over de vernieuwingen in de jaren negentig: de basisvorming, de Tweede Fase en het vmbo.

## Historie

### Invoering norm
De huidige norm werd in 2006 bepaald door minister Maria van der Hoeven. Daarvoor gold een urennorm van 1067 uur per jaar en waren scholen verplicht om minimaal 40 weken in een schooljaar les te geven. Deze norm werd echter niet gehandhaafd en in de meeste gevallen niet gehaald. Op sommige scholen werd minder dan 36 weken per jaar onderwijs gegeven. Klachten van ouders en de onderwijsinspectie over een toenemend aantal vrije uren en vakantieweken leidden in 2006 tot een striktere controle met daaraan gekoppeld een lichte versoepeling in het aantal uren. Toen in het schooljaar 2006/2007 bleek dat scholen nog steeds moeite hadden aan de wettelijke norm te voldoen, dreigde het ministerie met boetes. Hierop besloten veel scholen om met ingang van het schooljaar 2007/2008 de roosters aan te passen en verplichte huiswerkuren of andere opvanguren te introduceren om de norm te halen.

### Protesten 2007

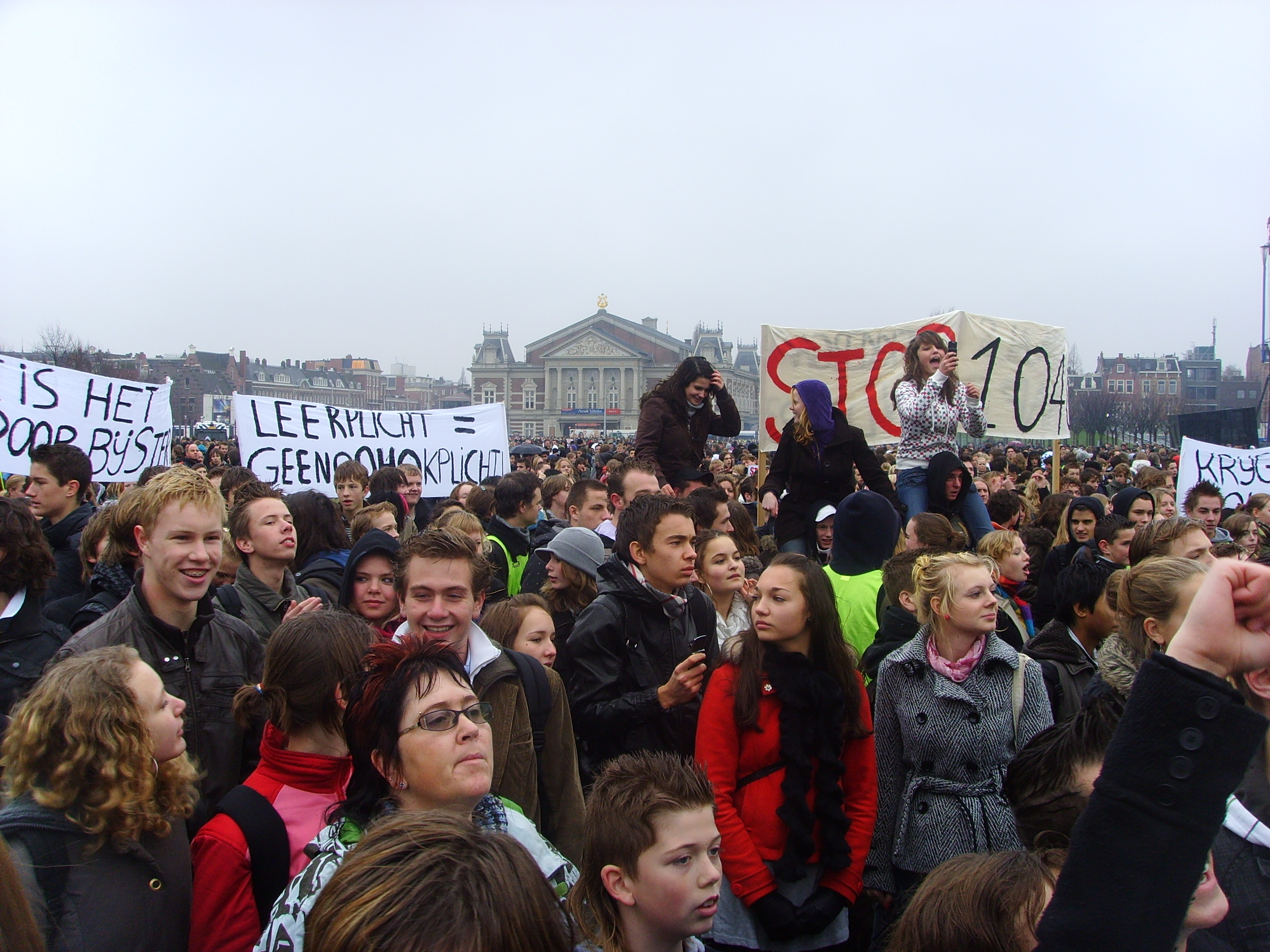
Protesten in Amsterdam tegen de urennorm op 30 november 2007

De door scholieren gevreesde op-hok-uren leidden in november 2007 tot scholierenprotesten. Bij middelbare scholen in heel Nederland gingen protesterende scholieren de straat op. De scholieren lieten het autoverkeer stoppen door bijvoorbeeld wegen en kruispunten te blokkeren. Ook liepen veel scholieren onder begeleiding van hun leerkrachten gezamenlijk naar plaatselijke gemeentehuizen. Daar verzamelden en protesteerden scholieren van veelal meerdere scholen. 
De scholierenorganisatie LAKS stelde voor dat scholen meer zelf kunnen bepalen wat het minimumaantal uren is, waarbij het minimaal aantal uren varieert van 880 tot 1040 uur, met een gemiddelde van 960 uur per jaar. Na aanhouden van door het LAKS aangekondigde en gesteunde acties besloot staatssecretaris van Onderwijs, Cultuur en Wetenschap Marja van Bijsterveldt na overleg met de VO-raad om toe te staan dat veertig van de 1040 uur ook besteed mag worden aan activiteiten die niet voor iedereen verplicht zijn, zoals bijvoorbeeld bijlessen en vak-spreekuren. Maximaal 72 uur mag besteed worden aan stages. In het akkoord krijgen de scholen meer geld voor de vervanging van zieke leraren. In een spoeddebat in de Tweede Kamer steunde een meerderheid van de fracties de aanpassing van de staatssecretaris. LAKS was niet akkoord en organiseerde op 30 november 2007 een protestmanifestatie op het Museumplein in Amsterdam, waar naar schatting 15.000 scholieren op afkwamen.
In januari 2008 werd besloten dat de urennorm van 1040 uur per les-jaar in het onderwijs niet wordt versoepeld. Zestien middelbare scholen kregen een boete tussen de tweeduizend en 244 duizend euro omdat ze in het schooljaar 2006/2007 meer dan zes weken te weinig les hebben gegeven of meer dan vier weken te weinig hebben ingeroosterd.

### Nieuwe norm
Op 8 november 2011 diende Harm Beertema, Tweede Kamerlid voor de PVV, een amendement in op het voorstel om in de eerste twee jaar van het voortgezet onderwijs opnieuw een 1040-urennorm te hanteren. Deze nieuwe norm is bedoeld om de onderwijskwaliteit te waarborgen. Diverse onderwijsorganisaties, waaronder het LAKS, de VO-raad en de AOb, zijn tegen het voorstel omdat het volgens hen zal zorgen voor meer op-hok-uren in plaats van dat het de onderwijskwaliteit verhoogt.
Op 29 november 2011 werd het amendement van de PVV aangenomen in de Tweede Kamer. De VO-raad, de AOb en het LAKS reageerden afzonderlijk van elkaar negatief over het besluit.

### Staking 2011
Op 8 december 2011 heeft het LAKS alle Nederlandse scholieren opgeroepen 21 december 2011 niet naar school te gaan en in Amsterdam te demonstreren om de Eerste Kamer te overtuigen het wetsvoorstel te verwerpen, of terug te sturen naar de Tweede Kamer. Het LAKS was fel tegen op-hok-uren, die volgens de organisatie de kwaliteit van het onderwijs zou schaden, doordat ze demotiverend voor zowel scholieren als docenten zijn, en er in de uren niet genoeg begeleiding is. Het LAKS voorspelde dat het nieuwe wetsvoorstel meer op-hok-uren zou veroorzaken.